# Stelis rhomboidea
Stelis rhomboidea är en orkidéart som beskrevs av Leslie Andrew Garay. Stelis rhomboidea ingår i släktet Stelis och familjen orkidéer. Inga underarter finns listade i Catalogue of Life.